# Gerd Eilers
Gerd Eilers (* 31. Januar 1788 in Grabstede, Oldenburg; † 4. Mai 1863 in Saarbrücken) war ein deutscher Pädagoge.

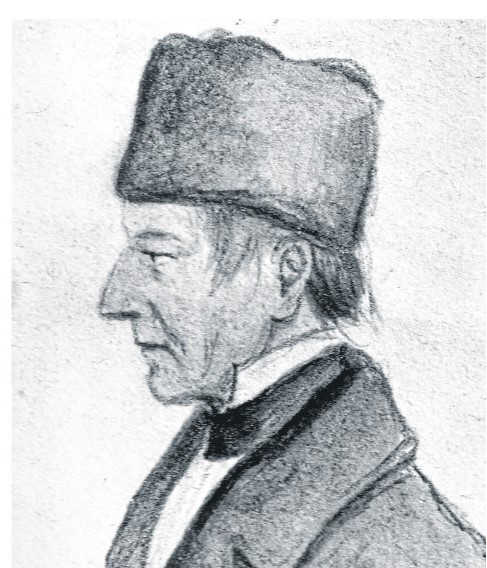
Gerd Eilers

## Leben
Eilers wuchs als Sohn des Bauern Johann Diedrich Eilers (1732–1807) in einem besonders durch die Mutter stark christlich-lutherisch geprägten Elternhaus auf. Weil sein Berufswunsch Advokat sich aus finanziellen Gründen nicht verwirklichen ließ, absolvierte er zunächst eine Lehre zum Landgerichtsschreiber und lernte im Selbststudium Latein. Kurz danach wechselte er in den Dienst des Vorsitzenden des Neuenburger Landgerichts und wurde danach in Jever Schreiber bei Rechtsanwalt Bernhard Garlichs. Eilers besuchte mit dessen Unterstützung ab 1806 neben seiner Tätigkeit bei Garlichs das Mariengymnasium Jever, wo er von Friedrich Christoph Schlosser gefördert wurde, der von 1808 bis 1809 an dem Gymnasium unterrichtete. Auf dessen Anraten entschloss er sich, Theologie zu studieren. Mit finanzieller Hilfe eines Verwandten studierte er dann von 1810 bis 1812 in Heidelberg Theologie, Sprachen und Geschichte und wechselte 1812 nach Göttingen. Er wurde in Heidelberg Mitglied des Corps Hannovera Heidelberg, in Göttingen Mitglied des Corps Hannovera Göttingen und behielt aus dieser Zeit insbesondere zu Karl Ludwig Roeck und Heinrich Wilhelm Hayen lebenslangen Kontakt.
Nach beendetem Studium trat er 1813 die Stelle eines Hauslehrers in Frankfurt an, wo er 1814 den Bremer Gesandten beim Wiener Kongress und später beim Bundestag des Deutschen Bundes und noch späteren Bremer Bürgermeister Johann Smidt kennenlernte. Durch dessen Vermittlung wurde Eilers 1817 Lehrer an der neugegründeten Handelsschule Bremen, die ein Gymnasium, eine Handelsschule sowie eine Vorschule für beide einschloss. 1819 wurde Eilers dann Direktor des neu eröffneten Gymnasiums an der Stadtmauer in Kreuznach. Hier heiratete er im Jahr 1819 Katharina Hofmann. Zu seinen Schülern zählten die Söhne des Diplomaten Hans Christoph Ernst von Gagern (u. a. Max von Gagern) und die Söhne der in Koblenz stationierten preußischen Generale von Thielmann und von Müffling sowie der spätere Pädagoge, Schriftsteller und St. Petersburger Schulleiter Friedrich Lorentz, mit denen er teilweise bis zum Lebensende in Kontakt blieb.
Die Tochter Maria geb. Eilers (1828–1904) heiratete 1853 den späteren Oberpfarrer und Ehrenbürger von Saarbrücken, Gustav Ilse.
1833 wurde er zum Schul- und Regierungsrat in Koblenz ernannt und 1840 als „Hilfsarbeiter“ in das Ministerium für geistliche Unterrichts- und Medizinalangelegenheiten in Berlin berufen. Friedrich Eichhorn, dessen besonderes Vertrauen er genoss, war zu dieser Zeit sein vorgesetzter Minister. 1841 wurde er zum Geheimen Regierungsrat und 1843 zum Vortragenden Rat befördert. Zu seinem Aufgabengebiet gehörte auch die Aufsicht über das Zensurwesen. Nach dem Ausbruch der Revolution von 1848 musste Eilers von seinem Amt zurücktreten und gründete auf dem Rittergut Freyimfelde bei Halle eine Erziehungsanstalt für Knaben, auf der insbesondere Söhne von konservativen, adeligen Gutsbesitzern erzogen wurden. Die Schule genoss zunächst einen guten Ruf. 1857 musste die Schule allerdings schließen und Eilers zog sich nach Saarbrücken zurück, wo er seinen Lebensabend verbrachte und am 4. Mai 1863 verstarb. Von 1856 an veröffentlichte Eilers seine Lebenserinnerungen.

## Wertung
Eilers wurde von seinen Zeitgenossen oft heftig kritisiert und als pietistisch-reaktionär eingestuft. Seine Schriften weisen ihn jedoch eher als strenggläubigen Lutheraner und seinem Minister ergebenen konservativen Beamten aus. 1844 holte er den Seminardirektor Ferdinand Stiehl in das Ministerium Eichhorn, der die Schulen des Landes bereiste und eine Denkschrift verfasste, die zum Teil die Grundlage für die 1854 erlassenen reaktionären Regulative bildete. Seine Lebenserinnerungen bilden zusammen mit seinen anderen Schriften ein wesentliches Dokument zur Geschichte der ersten Hälfte des 19. Jahrhunderts.

## Schriften
In Schulprogrammen:
- Bestimmung und Einrichtung des Königlichen Gymnasiums zu Kreuznach. Einladungsschrift zu den Feyerlichkeiten mit welchen am 2ten November diese neu organisirte höhere Bildungs-Anstalt eröffnet werden soll. E. J. Henß, Kreuznach 1819 (Google-Books)
- Einige Worte über den Unterricht der Geschichte auf Gymnasien. In: Einladungsschrift zu den … 1820 im Gymnasium zu haltenden öffentlichen Prüfungen. E. J. Henß, Kreuznach 1820
- Gedanken über das Schulwesen. In: Einladungsschrift zu den … 1821 im Königlichen Gymnasium zu Creuznach statt findenden öffentlichen Prüfungen. Heinrich Ludwig Brönner, Frankfurt am Main 1821, S. 3–19 (Digitalisat der Bayerischen Staatsbibliothek München)
- De Anaxagora sententia, Kreuznach 1822
- Ob man wohlgethan, die Logik als besonderen Unterrichtsgegenstand von den Gymnasien zu verbannen. In: Einladungsschrift zu den … in dem Gymnasium zu Creuznach anzustellenden öffentlichen Prüfungen. Heinrich Ludwig Brönner, Frankfurt am Main 1825, S. 1–19 (Google-Books)
- Über Schlosser's universalhistorische Übersicht der Geschichte der alten Welt und ihrer Kultur. Kreuznach 1830

Nach seinem Rücktritt aus der Politik schrieb er:
- Zur Beurteilung des Ministeriums Eichhorn. Von einem Mitglied desselben (Berlin 1849). Digitalisat
- Meine Wanderung durchs Leben. Ein Beitrag zur innern Geschichte der ersten Hälfte des 19. Jahrhunderts, Bd. I-VI. F. A. Brockhaus, Leipzig 1856–61 (Bd. I, 1856 Google-Books; Bd. II, 1857 Google-Books; Bd. III, 1858 Google-Books; Bd. IV, 1858 Google-Books; Bd. V, 1860 Google-Books; Bd. VI, 1861 Google-Books) - Eine kommentierte Neuausgabe der Bände 1 ("Schüler, Student und Lehrer 1788-1819") und 2 ("Gründungsdirektor des Gymnasiums in Kreuznach 1819-1833") erschien 2024:Neu herausgegeben, orthografisch vorsichtig modernisiert, mit zahlreichen Fußnoten, Abbildungen, Karten, Register und Nachwort versehen von Thomas Kohl. 365 und 310 S., zahlr. sw und farb. Illustrationen. Vollständige Ausgabe. Ingelheim-Wackernheim 2024. ISBN 978-3-00-079194-9 und ISBN 978-3-00-080396-3.
- Betrachtungen und Urteile Ernst Ludwig von Asters über die politischen, kirchlichen und pädagogischen Parteibewegungen unsers Jahrhunderts (Saarbrücken 1858–59, 2 Bde.).